# Revue des études anciennes
 (mars 2022).
La Revue des Études Anciennes (abrégée en REA) est une revue universitaire créée en 1899, publiée par l'Université Bordeaux Montaigne et consacrée à l'étude de l'Antiquité.

## Histoire
En 1879, Louis Liard et Auguste Couat, de l'université de Bordeaux, fondent les Annales de la Faculté des Lettres de Bordeaux. En 1885, les universités de Bordeaux, de Toulouse, de Montpellier et d'Aix s'associent pour créer la Revue des Universités du Midi, dont Georges Radet devient gérant en 1897. En 1899, la revue se scinde en deux publications : la Revue des Études anciennes et la Revue des Lettres françaises et étrangères, réunies administrativement dans l'entité Annales de la Faculté des Lettres de Bordeaux et des Universités du Midi. Un Bulletin hispanique commence à paraître la même année au sein du même groupe. La Revue des Lettres françaises et étrangères cesse de paraître dès 1900, tandis que les deux autres périodiques connaissent une longévité bien plus grande. La Revue des Études Anciennes doit couvrir aussi bien l'histoire, la littérature et la philologie que l'archéologie, l'épigraphie, l'étude de l'Orient ancien, et tous les domaines et disciplines étudiant l'Antiquité. La Revue des Études Anciennes est alors éditée par la librairie Féret et Fils, qui en abrite aussi la rédaction.
Georges Radet reste directeur de la REA jusqu'en 1940, et, dès 1905, s'occupe plus particulièrement de l'Antiquité classique, tandis que Camille Jullian prend en charge le domaine gallo-romain jusqu'en 1933, année où Albert Grenier lui succède à ce poste. En 1941, la rédaction de la revue est transférée à la Faculté des Lettres. William Seston est directeur géant de la revue pour l'année 1941, puis Pierre Boyancé en devient le directeur de 1942 à 1945. À partir de 1947, le doyen de la Faculté des Lettres devient le directeur ès qualités des Annales, et la structure de la Revue des Études Anciennes est modifiée : son directeur prend le titre de secrétaire géant et un comité de rédaction, comprenant un président et cinq membres, est créé pour l'assister. Après le changement de structure de l'université de Bordeaux en 1968, c'est l'Université Bordeaux III (désormais Université Bordeaux Montaigne) qui prend en charge la publication de la Revue des Études Anciennes. Depuis 2020, la revue est associée à l'UMR Ausonius au sein de l'Université Bordeaux Montaigne. Depuis la refonte des statuts de 2021, la Revue des Études Anciennes prend appui sur un comité éditorial de 11 membres, impliqués directement dans les choix éditoriaux et stratégiques, et sur un Conseil scientifique de 12 membres chargés notamment d'assurer le rayonnement de la revue. Le vendredi 15 janvier 2021, le Comité éditorial a élu Laurent Capdetrey comme nouveau directeur de la publication.

## Publications
La Revue des Études Anciennes est le principal périodique publié par la rédaction de la REA. Plusieurs Bulletins s'y ajoutent dès le début du XXe siècle. Plus que centenaire, bénéficiant d'une diffusion internationale, elle conserve aujourd’hui encore la vocation large qu’elle possédait à l’origine, ce qui fait toujours sa particularité parmi les revues françaises ou étrangères comparable. En deux livraisons annuelles, elle publie en effet aussi bien des articles d’histoire, d’épigraphie, d’archéologie, de littérature et de philosophie, couvrant ainsi le champ entier des études consacrées aux mondes anciens.
La Revue des Études Anciennes assure aussi la publication de contenus destinés à un large public intéressé par l'Antiquité et les mondes anciens dans son carnet scientifique : Actualités des études anciennes